# Тимофеев, Владимир Савельевич
Влади́мир Саве́льевич Тимофе́ев (10 февраля 1935, Воронеж — 9 августа 2012, Москва) — российский учёный-химик, заслуженный деятель науки и техники, лауреат премии правительства РФ в области образования (2009).

## Биография
Владимир Савельевич Тимофеев родился в 1935 году.
Окончил МИТХТ в 1960 году.
Разработал физико-химические основы и технологические принципы разделения многокомпонентных гетерогенных смесей, а также принципы создания безотходных производств органических продуктов. Внедрил в промышленность технологию регенерации растворителей и др.
С 1977 года — заведующий кафедрой химии и технологии основного органического синтеза. Профессор, доктор технических наук.
В 1989—2005 годах — ректор МИТХТ, с 2005 по 2012 год — Президент МИТХТ.
Владимир Савельевич скончался в 2012 году.
Похоронен на Хованском кладбище (Центральная территория, участок 7).

## Научная и общественная деятельность
Владимир Савельевич Тимофеев долгое время возглавлял кафедру ХТООС,активно занимаясь общественной деятельностью: он руководил работой диссертационного совета по защите докторских и кандидатских диссертаций, на протяжении 15 лет являясь председателем экспертного совета ВАК. Входил в состав комиссии РФФИ, являлся членом редколлегии ряда научных журналов, таких как «Теоретические основы химической технологии» РАН. Входил в состав Научного совета РАН по научным основам химической технологии.
Автор и соавтор более 250 научных работ, в том числе 50 изобретений и 6 учебных пособий.

## Награды и звания
- Заслуженный деятель науки и техники РФ;
- Почётный работник высшего профессионального образования Российской Федерации;
- Орден «За заслуги перед отечеством» IV степени (2000);
- Медаль «За доблестный труд в ознаменование 100-летия со дня рождения В. И. Ленина»;
- Медаль «За трудовую доблесть»;
- Медаль «В память 850-летия Москвы»;
- Медаль «Ветеран труда»;
- Почётная грамота Минобразования РФ;
- Грамота Государственной Думы Федерального Собрания РФ «За выдающийся вклад в развитие образования, науки и техники Российской Федерации» (2007 год);
- Премия Правительства Российской Федерации в области образования (2009 год).